# Phytomyza rydeniella
Phytomyza rydeniella är en tvåvingeart som beskrevs av Spencer 1976. Phytomyza rydeniella ingår i släktet Phytomyza och familjen minerarflugor.
Artens utbredningsområde är Sverige. Arten är reproducerande i Sverige. Inga underarter finns listade i Catalogue of Life.